# Archer (système d’artillerie)
Pour les articles homonymes, voir Archer (homonymie).
Le système d'artillerie Archer (appellation suédoise : Artillerisystem 08 Archer) est un canon automoteur suédois sur roues développé par  BAE Systems Bofors AB et Volvo Construction Equipment entre 1989 et 2013 et entré en service la même année dans les forces armées suédoises.

## Pays utilisateurs
- Norvège - 24 commandés puis annulés en décembre 2013.
- Royaume-Uni - 14 livrés en mars 2023 à la Royal Artillery[1].
- Suède - 24 commandés pour le 9e régiment d'artillerie. Livraison à partir de septembre 2015[2]. 12 pièces norvégiennes rachetées entreront en service entre 2018 et 2020.

Après avoir reçu son premier système, la Norvège a annulé sa commande en raison du retard pris par le programme et de la lourdeur et du manque de mobilité du système,. Le 22 décembre 2016, BAE Systems Bofors obtient un accord sur la reprise des 24 Archer norvégiens. Sur les 24 canons qui seront adaptés aux besoins suédois par le producteur et livrés entre 2018 et 2020, douze seront ensuite mis en vente, tandis que les douze autres rejoindront les 24 pièces initialement commandées par la Suède.
- Ukraine - La Suède annonce mi-janvier 2023 l'envoi de 12 obusiers Archer aux forces ukrainiennes pour faire face à l'invasion russe[6].